# آرثر باتلر
آرثر باتلر (بالإنجليزية: Arthur Gardiner Butler)‏ (و. 1844 – 1925 م) هو عالم طيور، وعالم حشرات، وعالم حيواني، من المملكة المتحدة، ولد في تشيلسي، لندن، توفي في كنت، عن عمر يناهز 81 عاماً.

## مناصب وهيئات
أدار المتحف البريطاني.